# Carlos Nobre Ferreira
Carlos Nobre Ferreira (ur. 1940, zm. 2014) – portugalski rugbysta, 21-krotny reprezentant Portugalii w rugby union mężczyzn.
Zaczął grać w rugby w wieku 14 lat, a w wieku lat 17 mógł brać udział w rozgrywkach dzięki specjalnemu pozwoleniu od ministra. Przez całą swoją karierę seniorską grał w stołecznej Benfice.
Jego pierwszym meczem w reprezentacji było spotkanie z Hiszpanią, które zostało rozegrane 1 maja 1965 w Lizbonie. 
Aby pogodzić pasję do gry w rugby z koniecznością utrzymania się, w 1966 rozpoczął pracę na pół etatu w dziale finansowym firmy Sacor, oddziale portugalskiej firmy Petrogal (obecnie Galp Energia). 28 lutego 1971, w dniu swoich urodzin, zdobył tytuł Campeões Ibéricos (Superpuchar Iberyjski) w Madrycie.
Ostatni raz w reprezentacji zagrał 13 maja 1973 z Polską w Coimbrze. Ferreira był jednym z dwóch pierwszych portugalskich rugbystów, którzy zagrali w reprezentacji więcej niż 10 razy (drugim był Manuel Ponte Branco), oraz pierwszym, który zagrał więcej niż 20 spotkań. W 1981 został selekcjonerem młodzieżowej reprezentacji Portugalii. W 1985 zdobył Puchar Portugalii jako trener Benfiki. W 2008 był trenerem rugby kobiet drużyny Benfica.
Pasją do gry w rugby zaraził swoją rodzinę: starszego o 4 lata brata, dwóch bratanków oraz córkę Sofię Nobre.